# Кочна
Кочна (словен. Kočna) је насељено место у општини Јесенице, Горењска регија, Словенија.

## Историја
До територијалне реорганизације у Словенији била је у саставу старе општине Јесенице.

## Становништво
У попису становништва из 2011. године, Кочна је имала 218 становника.
| Број становника према пописима | Број становника према пописима | Број становника према пописима |
| ------------------------------ | ------------------------------ | ------------------------------ |
| 1991                           | 2002                           | 2011                           |
| 175                            | 209                            | 218                            |